# Draw the Line
Draw the Line je album rock skupine Aerosmith. Izšel je leta 1977 pri založbi Columbia Records.

## Seznam skladb
1. "Draw the Line" - 3:23
2. "I Wanna Know Why" - 3:09
3. "Critical Mass" - 4:53
4. "Get It Up" - 4:02
5. "Bright Light Fright" - 2:19
6. "Kings and Queens" - 4:55
7. "The Hand That Feeds" - 4:23
8. "Sight for Sore Eyes" - 3:56
9. "Milk Cow Blues" - 4:14